# Froebel-Kan co., ldt.
Froebel-kan co., ldt. est une maison d'édition japonaise créée 1907 et spécialisée en littérature jeunesse. Elle fait partie du groupe Toppan.

## Historique
Froebel-kan a été fondé en 1907. Son nom est un hommage à Friedrich Fröbel, pédagogue allemand fondateur des 'Kindergarten', dont l'influence fut notable au Japon.
Froebel-kan publie des ouvrages pour la jeunesse et des revues (la plus connue étant "Kinderbook"). Elle commercialise également du matériel éducatif.
La maison emploie environ 300 personnes.